# Rover P6
La Rover P6 est une berline produite par le constructeur britannique Rover de 1963 à 1977. Elle est commercialisée sous les noms de Rover 2000, 2200 et 3500. Elle est remplacée par la Rover SD1, lancée en 1976.

## Historique
Tout comme la P5, la P6 est dessinée par David Bache. Sortie en 1963, elle marque une révolution chez Rover, à la fois par sa modernité et par son élégance, qui lui vaudront le titre de Voiture de l’année 1964. Elle va durablement modifier l'image de Rover, dont le conservatisme et la ringardise lui valaient de la part des Anglais le sobriquet d’auntie (« tata »).

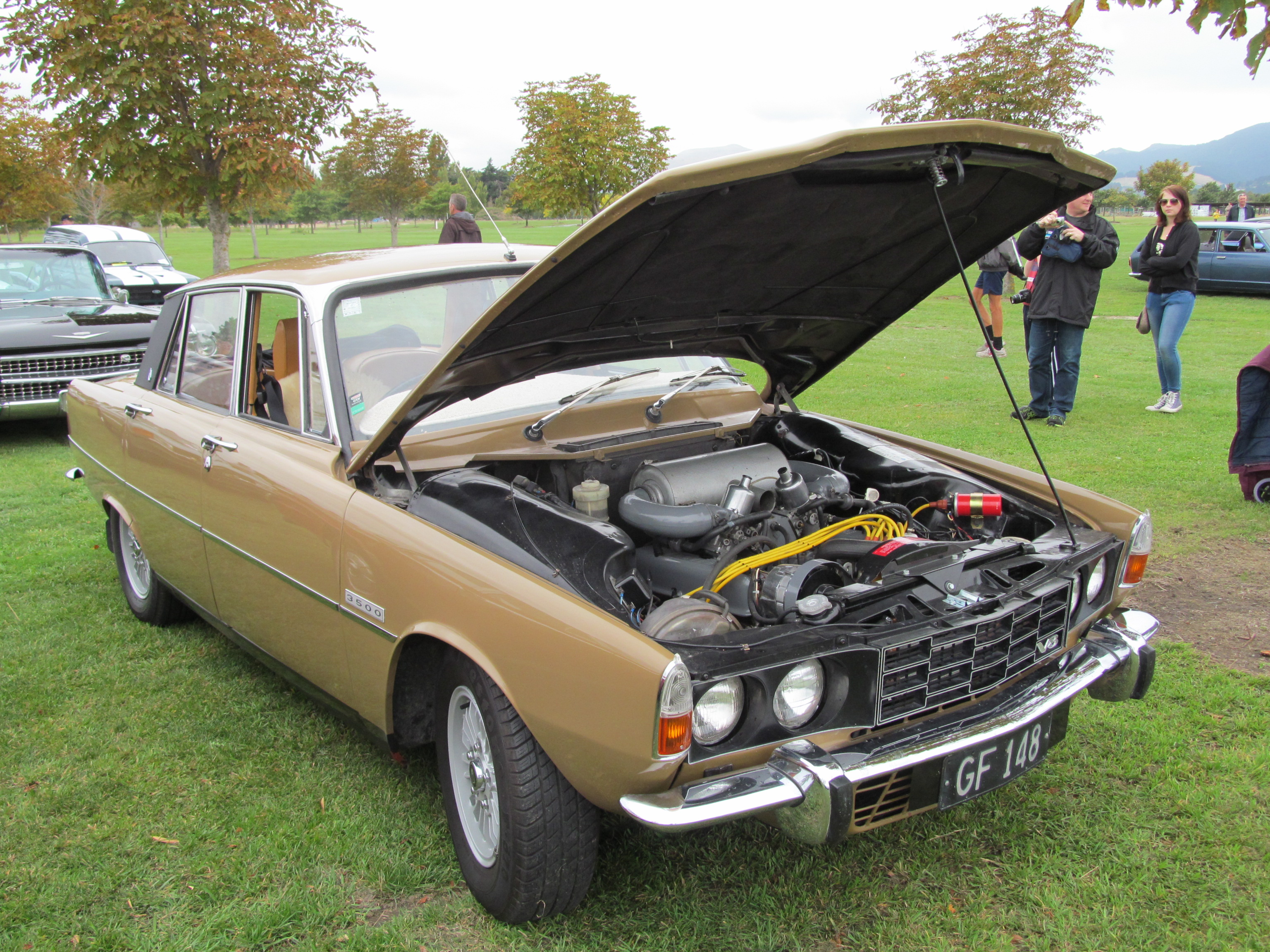
Une Rover 3500 de 1972, capot ouvert sur le nouveau moteur V8 Rover.

Dans la veine de Citroën à la même époque, Rover souhaite donc innover avec ce nouveau modèle, tant du point stylistique que mécanique, avec une volonté, certes avortée, d'équiper la voiture d'une turbine à gaz. Moderne, le modèle marque une rupture tout en demeurant bourgeois : coque autoporteuse, moteur quatre cylindres moderne avec culasse en aluminium et bloc en fonte, freins à disque sur les 4 roues, suspension horizontale à l'avant et de Dion à l'arrière, carrosserie partiellement en aluminium (coffre et capot), elle conserve néanmoins un habitacle cossu typiquement britannique, quoique moins luxueux que ses concurrentes Jaguar. Elle hérite en 1968 du nouveau moteur V8 en aluminium dont Rover a racheté les droits à Buick pour redynamiser les ventes du haut-de-gamme P5. Cette voiture de taille moyenne est un succès ; elle est produite à 322 302 exemplaires jusqu'en 1977. De rares modèles break, appelés Estoura, seront réalisés par le carrossier FLM Panelcraft.
La princesse Grace Kelly circulait dans une Rover 3500S V8 lorsqu'elle fut victime de l'accident qui lui coûta la vie, le 13 septembre 1982.